# Michael Eckroth
Michael „Mike“ Eckroth (* 30. Mai 1975 in Bismarck) ist ein US-amerikanischer Jazzmusiker (Piano, Komposition) des Modern Jazz und des Latin Jazz.

## Leben und Wirken
Eckroth erwarb den PhD an der New York University und arbeitete ab den 2000er-Jahren in New York mit Musikern wie John Scofield (mit dem er im Pariser Club New Morning gastierte), Eliot Zigmund und Paul McCandless/Aliéksey Vianna. Des Weiteren spielte er mit Latin-Bands wie mit dem Orquesta Akokan um José „Pepito“ Gómez (Album auf Daptone Records). Er trat auch mit verschiedenen Bands von Dan Pratt, Russ Nolan, Ron McClure, Brian Lynch, Gerry Gibbs und Marshall McDonald in New Yorker Clubs wie dem Smalls und Mezzrow auf, außerdem mit einer eigenen Formation La Voz de Tres und dem Orquesta Akokán, für das er auch arrangierte und komponierte. Im Bereich des Jazz war er zwischen 2004 und 2017 an 21 Aufnahmesessions beteiligt.

## Diskographische Hinweise
- John Scofield: New Morning – The Paris Concert (in-akustik, 2010)
- Piano and Rhythm (Jota Sete, 2015, mit Ralph Irizarry, Nelson González, Pedro Martinez, Ruben Rodriguez, Andy González, Eddy Zervigón, Abraham Rodriguez, Jerry Madera, José Clausell, Christian Rivera, Pepe Espinoza, Mauricio Herrera, Joel Mateo, Alex “Apolo” Ayala, Filipe Fournier, Itai Kriss)[4]
- Ron McClure/Michael Eckroth: Hello Stars (CD Baby 2016)
- Okonkolo: Cantos (Big Crown Records, 2018)
- Orquesta Akokán 16 Rayos (Daptone Records, 2021)
- Michael Eckroth Group	Plena (Truth Records, 2021, mit Alex Apolo Ayala, Edward Perez, Joel Mateo, Juan Felipe Mayorga sowie Peter Brainin, Mauricio Herrera, Samuel Torres, Carlos Maldonado, John Fedchock, Brian Lynch)